# 2. armada (NOVJ)
2. armada je bila partizanska armada, ki je delovala kot del NOV in POJ v Jugoslaviji med drugo svetovno vojno.
Armada je bila ustanovljena 1. januarja 1945 z ukazom vrhovnega poveljnika maršala Josipa Broza - Tita skupaj s 1. in 3. armado.

## Zgodovina
Za komandanta je bil imenovan general Koča Popović, politični komisar polkovnik Blažo Lompar, načelnik štaba polkovnik Ljubo Vučković. Vanjo je bil najprej vključen 14. korpus in 1. armadna skupina, nato pa v operativnem pogledu 2. korpus ter 3. in 5. korpus, ki so do tedaj sestavljali sarajevsko operativno skupino. Ob ustanovitvi je armada imela okoli 60.000, v začetku maja pa že 110.000 borcev. Do aprila je delovala v severni Bosni, med 1. armado severno od Save in 4. armado v Liki. V sklepnih bojih za osvoboditev Jugoslavije je osvobodila velik del osrednje in zahodne Bosne ter del Hrvaške, sodelovala je pri osvoboditvi Zagreba 8. maja in dela Slovenije, kjer je ob koncu vojne južno od Save zajela precejšne število sovražnikovih enot.

## Sestava
1. januar 1945
- 23. divizija
- 25. divizija
- 45. divizija
- 17. divizija
- 28. divizija